# La Yegros
Mariana Yegros, més coneguda com La Yegros, és una cantant i compositora argentina.

## Trajectòria
Mariana Yegros va néixer a la ciutat de Morón, a la província de Buenos Aires. Filla d'Aníbal Yegros i Pily Jara, va descobrir la seva passió per la música a una edat primerenca. Les seves influències es troben a l'origen de la seva família, a la província de Missiones, al nord-est d'Argentina. Les seves primeres influències musicals radiquen en la seva infància, atès que el seu pare escoltava chamamé mentre construïa la casa de la seva família, i la seva mare escoltava cúmbia.
En acabar l'educació secundària, va matricular-se al conservatori de música de Morón Alberto Ginastera per a estudiar cant líric. A finals de la dècada del 1990, a través d'un amic del conservatori, es va assabentar que la banda argentina De la Guarda, encapçalada per Gaby Kerpel, estava buscant cantants. A través d'un càsting va ser seleccionada i va protagonitzar el seu primer concert en un velòdrom davant de milers de persones.
El 2013 va publicar Viene de mi a través del segell ZZK Records. Compta amb la col·laboració de Gustavo Santaolalla, Gaby Kerpel, Gato Muñoz i Miss Bolivia. Barreja electrònica amb ritmes tradicionals llatinoamericans com cúmbia, chamamé, carnavalito i milonga.

## Discografia
| Any  | Disc        |
| ---- | ----------- |
| 2013 | Viene de mi |
| 2016 | Magnetismo  |
| 2019 | Solta       |